# Szalay család (almási)
Az almási Szalay család, egy régi Abaúj vármegyei család, amely a hagyomány szerint IV. Béla magyar király idejében származott át a Dunántúlról a mai Szala nevű helységbe.

## A család története
Az almási Szalay család okiratilag igazolható első ismert őse Szalay Benedek, aki János, Tamás és István fiaival együtt 1622. július 1-jén nyert címeres-levelet II. Ferdinánd magyar királytól, melyet ugyancsak Abaúj vármegye hirdetett ki.
A család ősi fészke a Tornamegyében fekvő Almás, melyre Szalay János és Mihály fiai 1750. május 22-én új adományt nyertek. Erről a helységről írja előnevét is. Később Abaújmegyébe származott át, ahol jelenleg is birtokos Bereten, Baktán, Gagyvendégiben, Deteken, Tengeren és Ongán.
Szalay Mihály és aszalói Kiss Erzsébet leszármazottja almási Szalay Antal (1822–1906), abaúji táblabíró, földbirtokos, akinek a hitvese szemerei Szemere Erzsébet volt. A frigyükből 3 leány- és 4 fiúgyermek született; az egyik almási Szalay László (1857–1924) abaúji főispán, utóbb kultuszminetiumi államtitkár, földbirtokos. Szalay László feleségül vette az ősrégi csébi Pogány családból való csebi Pogány Ilona kisasszonyt, akitől 2 fiú- és egy leánygyermeke született.

## A család címere
Címer: függönyszerűen ékelt pajzs; a vörös mezejű ékben zöld földön ágaskodó griff; két oldalt kék mezőben egy-egy fehér liliom; sisakdísz: jobbról vörös-feketével, balról ezüst-feketével, középen kék pólyával vágott két szárny, mindegyiken a pólyában egy-egy fehér liliommal; takaró: fekete-arany.